# Aeolanthes sagulata
Aeolanthes sagulata is een vlinder uit de familie van de Lecithoceridae. De wetenschappelijke naam van de soort is voor het eerst geldig gepubliceerd in 1917 door Meyrick.